# Bursa Rhodes

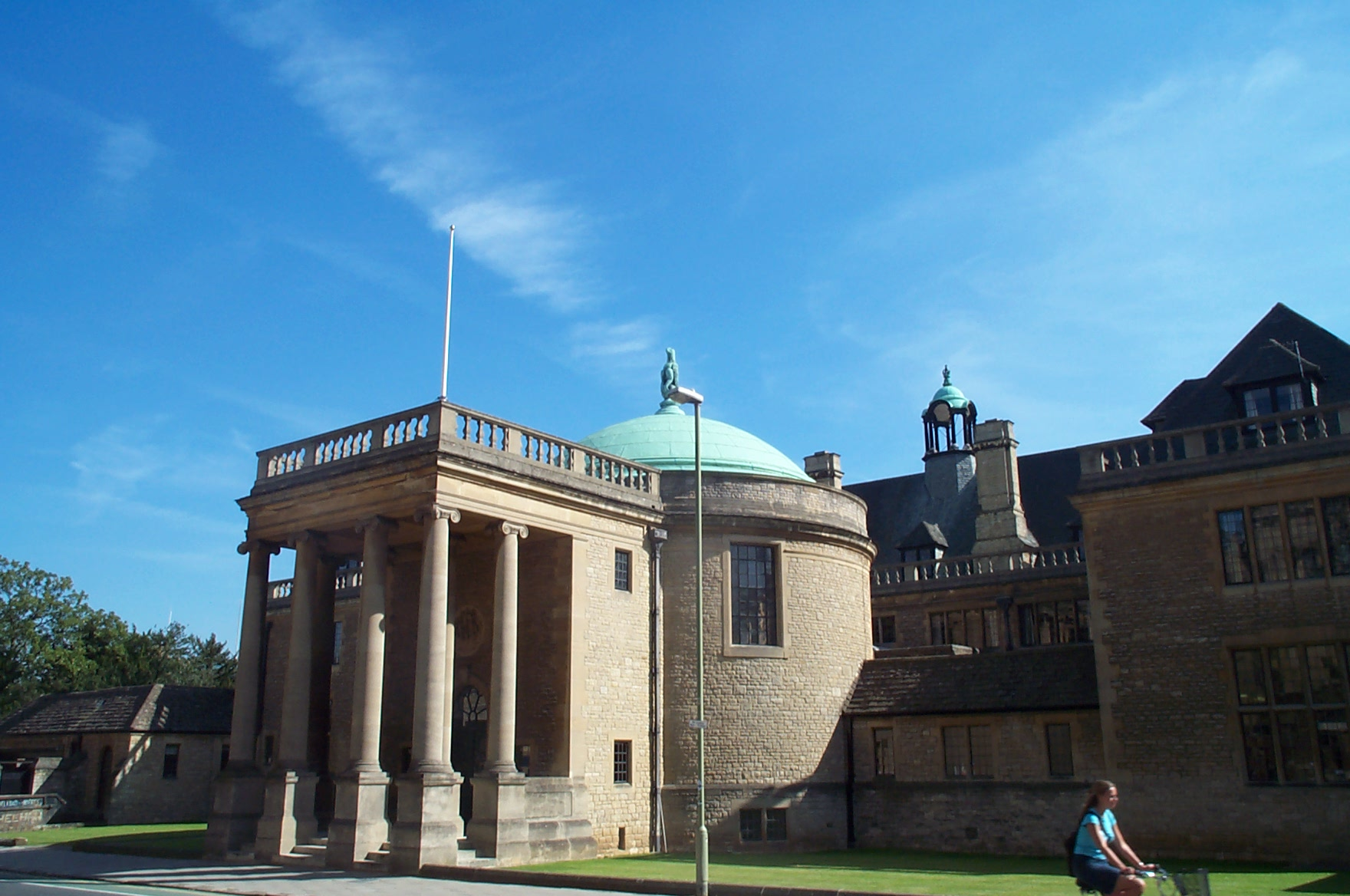
Clădirea Rhodes House din Oxford, Anglia,
proiectată de Sir Herbert Baker

Bursa Rhodes (în original, [The] Rhodes Scholarship), numită după Cecil John Rhodes, este un premiu internațional acordat studenților postgraduați străini pentru a putea studia la University of Oxford. 
Fondat în anul 1902, a fost unul din primele programe internaționale semnificative de acordări de burse la nivel post-gradual.  Ulterior Rhodes Scholarschip a devenit un model pentru alte programe similare, așa cum sunt Harkness Fellowship și Kennedy Scholarship pentru britanici, Marshall Scholarship pentru americani, și mult mai recent, programul Newton Fellowship susținut de National Academies.
Rhodes Scholarship este considerat în mediile academice, precum și în alte cercuri, ca fiind "cel mai prestigios program bursier din lume" (conform originalului, "the most prestigious scholarship in the world". 

## Intenționalitatea fondatorului
Scopurile urmărite de Cecil Rhodes, în crearea bursei care îi poartă numele, au fost cele de promovare ale calitățile liderilor (conducătorilor) civili, într-o democrație.  Conform propriilor sale cuvinte, din testamentul său din anul 1899, bursa sa urmărea educarea tinerilor în spiritul promovării "forței morale a caracterului și a instinctelor de a conduce" (în original, "moral force of character and instincts to lead"), respectiv pentru a ajuta "ca războiul să devină imposibil" (conform codicilului din 1901 al aceluiași testament și conform originalului, to help "render war impossible") prin promovarea înțelegerii în relațiile dintre marile puteri.